# Astragalus paktiensis
Astragalus paktiensis är en ärtväxtart som beskrevs av Dieter Podlech. Astragalus paktiensis ingår i släktet vedlar, och familjen ärtväxter. Inga underarter finns listade i Catalogue of Life.